# Russische hongersnood (1891)

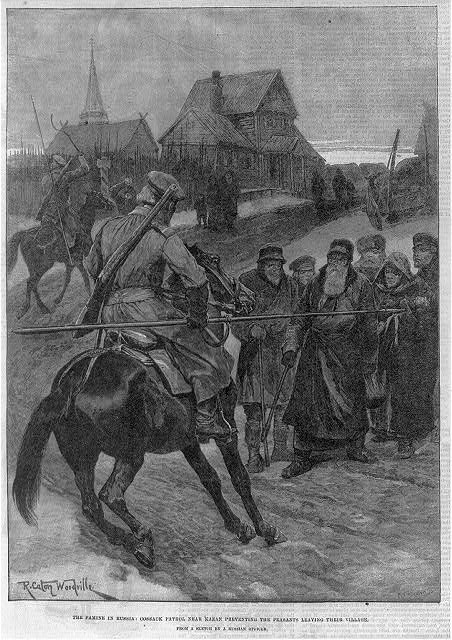
Een peloton Kozakken houdt boeren tegen die willen vertrekken uit hun dorp (1892)

De Russische hongersnood van 1891 en de daarmee gepaarde epidemieën veroorzaakten ongeveer 400.000 doden. Zeventien provincies met 36 miljoen inwoners tussen de Oeral en de Zwarte Zee werden getroffen door de hongersnood.
Door de droge herfst kon er pas laat gezaaid worden. Het begon al te vriezen voordat de zaden waren ontkiemd. Dit leidde tot grote plantensterfte omdat er te weinig sneeuw was gevallen die de jonge planten normaal gesproken in de winter beschermt. De temperatuur dook onder de -30 graden Celsius. Door de harde wind in de lente waaide de vruchtbare bovenlaag van de akkers weg, inclusief de zaden. In april begon een lange droge zomer, waardoor waterbronnen opdroogden. Bijvoorbeeld in Saratov had het 88 dagen niet geregend. Het merendeel van het vee stierf. De roggeoogst bedroeg in de zwaarst getroffen gebieden nog niet eens een twintigste van de gemiddelde oogst.
De bevolking was boos op de overheid, omdat de regering pas medio augustus een exportverbod op graanproducten instelde. De graanexporteurs werden vooraf geïnformeerd en hadden voldoende tijd om hun graanproducten te exporteren voordat het verbod inging. Kranten kregen een verbod opgelegd om te spreken over hongersnood (golod) en gebruikten in plaats daarvan de term “slechte oogst” (neoerozjaj).
Op 17 november 1891 werden burgers opgeroepen door tsaar Alexander III om hulporganisaties op te richten. De hulporganisaties van de zemstvo’s waren de belangrijkste hulpverleners. De koepelorganisatie van zemstvo’s, geleid door Georgi Lvov, coördineerde de hulpverlening. Schrijver Lev Tolstoj richtte honderden gaarkeukens op.
Eind 1892 waren er naar schatting 400.000 mensen gestorven, voornamelijk aan ziektes zoals cholera en vlektyfus. Het voedselgebrek had het immuunsysteem van vele mensen verzwakt, waardoor ze eerder vatbaar waren voor ziektes.